# Hiroki Sakai
Hiroki Sakai (n. 12 aprilie 1990) este un fotbalist japonez.

## Statistici
| Japonia | Japonia | Japonia |
| An      | Meciuri | Goluri  |
| ------- | ------- | ------- |
| 2012    | 7       | 0       |
| 2013    | 7       | 0       |
| 2014    | 5       | 0       |
| 2015    |         |         |
| Total   | 19      | 0       |